# Sarah Miles
Sarah Miles (født 31. december 1941) er en engelsk teater- og filmskuespiller. Datter af en velhavende forretningsmand, begyndte hun at studere i en alder af femten på Royal Academy of Dramatic Art. Hun filmdebuterede i 1962 som en frivol skolepige, der forfører skolens rektor, der spilles af Laurence Olivier i filmen Farligt forår. I 1960'erne og 1970'erne blev hun anset for en af Storbritanniens mest lovende skuespillere.

## Privatliv
Hun var gift med dramatikeren Robert Bolt, først 1967-1975 og derefter fra 1988 til sin død i 1995.

## Filmografi (udvalg)
- 1962 – Farligt forår
- 1963 – Snylteren
- 1965 – Disse prægtige mænd i deres flyvende maskiner, eller hvordan jeg fløj fra London til Paris på 25 timer og 11 minutter
- 1966 – Blowup
- 1970 – Ryans datter
- 1972 – Lady Caroline's elsker
- 1973 – Vildmarkens lovløse
- 1978 – Marlowe går til sagen
- 1984 – Forsinket alibi
- 1987 – Farligt forfald
- 1987 – Hope and Glory